# 4899 Candace
4899 Candace este un asteroid din centura principală, descoperit pe 9 mai 1988 de Carolyn Shoemaker.